# Dracaenura adela
Dracaenura adela är en fjärilsart som beskrevs av Willie Horace Thomas Tams 1935. Dracaenura adela ingår i släktet Dracaenura och familjen Crambidae. Inga underarter finns listade i Catalogue of Life.